# Saint-Cuthbert
Saint-Cuthbert es un municipio canadiense situado en la provincia de Quebec.

## Superficie
Saint-Cuthbert tiene una superficie de 131,72 km².

## Demografía
En 2021, tenía 1821 habitantes, una densidad poblacional de 13,8 hab./km², y 917 viviendas.